# 永不妥協
是一部2000年美國劇情電影，故事內容改編自真實故事，內容關於艾琳·布羅克維齊（Erin Brockovich）與美國西岸電力巨擘太平洋煤電公司（PG&E）的法律訴訟案件。此片由史蒂芬·索德柏執導，茱莉娅·罗伯茨領銜主演，她也因此片獲得奧斯卡最佳女主角獎。

## 劇情
此片改編自真人真事。艾琳是一位帶有3個孩子的單親媽媽，面臨失業的危機卻又因遇上交通意外、官司敗訴，因而要求她的律師愛德華·麥斯里讓她在他的律師事務所工作，以補償官司的損失。愛德華給了艾琳一份檔案管理員的工作，某日她無意間看到幾件牽扯房地產和醫療保險的案件。
艾琳接著鑽研這幾份訴訟案件，發現並不完全，要求愛德華讓她深入調查。經過多番的調查之後，她發現辛克利小鎮水質受到六價鉻重金屬離子污染，嚴重威脅區民的生命健康；但這些事實卻受到隱瞞，而罪魁禍首就是太平洋煤電公司。然而，1966年備忘錄證明了公司總部知道水被六價鉻污染，卻什麼也沒做以求改善，並建議辛克利廠保守這個秘密。
經過艾琳長時間的努力之後，法官命令太平洋煤電支付3.33億美元賠償金給辛克利小鎮的居民。

## 演員
| 演員                            | 角色            |
| ------------------------------- | --------------- |
| 茱莉娅·罗伯茨                   | 艾琳·布羅克維齊 |
| 大衛·布里斯賓                   | Dr. Jaffe       |
| 亚伯特·芬尼                     | 艾德            |
| 康查塔·費雷爾                   | 布蘭達          |
| 史考帝·李文渥斯                 | 馬修            |
| 亞倫·艾克哈特                   | 喬治            |
| 瑪格·海根柏格                   | 唐娜            |
| 艾琳·布羅克維齊（真實故事本人） | 女侍應茱莉娅    |

## 製作
主體拍攝於1999年5月25日開始，於洛杉矶進行製作。

## 花絮
- 艾琳·布羅克維齊本人也有參與電影拍攝，飾演一位叫“茱莉亞”的侍應。
- 茱莉亞·羅勃茲為當時好萊塢片酬最高的女明星，此片為她第一部以片酬2千萬美元接拍的電影。

## 獎項
- 第73屆金像奖：最佳女主角奖
- 第54屆英國影藝學院電影獎：最佳女主角獎

## 相關
- 美國欣克利地下水污染（英语：Hinkley groundwater contamination），真實事件

## 外部連結
- 真實的艾琳·布羅克維齊官方網站 （页面存档备份，存于）
- 互联网电影数据库（IMDb）上《Erin Brockovich》的资料（英文）
- Box Office Mojo上《Erin Brockovich》的資料（英文）
- 爛番茄上《Erin Brockovich》的資料（英文）
- AllMovie上《永不妥協》的资料（英文）
- Metacritic上《永不妥協》的資料（英文）
- 開眼電影網上《永不妥協》的資料（繁體中文）
- 时光网上《永不妥協》的資料（简体中文）
- 豆瓣电影上《永不妥協》的資料 （简体中文）